# Шарль Пеллат
Шарль Пеллат (фр. Charles Pellat, 28 вересня 1914, Сук-Аграс, Французький Алжир — 28 жовтня 1992, Бур-ла-Рен, Франція) — французький сходознавець-арабіст, мовознавець, дипломат, перекладач, дійсний член Академії надписів та красного письменства. Один з авторів енциклопедії «Іраніка» й один з редакторів «Енциклопедії ісламу».

## Біографія
Шарль Пеллат народився у місті Сук-Аграсі у Французькому Алжирі. Шкільну освіту здобув у Дуралбейзі, Марокко. У 1935 році він закінчив університет Бордо, де здобув диплом з арабської мови та літератури. Він почав свою професійну кар'єру як лектор в Інституті у Марракеші, Французьке Марокко, одночасно проходячи службу в армії. Закінчивши військову службу, Шарль розпочав навчання на літературному факультеті Алжирського університету, який закінчив у 1938 році з дипломом з берберських мов. Потім він пройшов додатковий військовий вишкіл, завдяки якому зміг влаштуватися на роботу у сили спеціального призначення у Леванті як пресаташе при голові делегації Верховної комісії у Дамаску, Сирія. Там учений збирав книги та матеріали з берберської мови та літератури, познайомився з багатьма сирійськими поетами та письменниками, у яких осягав тонкощі арабської літературної мови та видавав журнал арабською мовою.
У 1941 році Шарля репатріювали до Франції та перевели до Пританею, а потім у 2-й офіс Авіньйонського підрозділу боротьби зі шпигунством. Потім він знову вирушив до Алжиру для підготовки курсантів свого корпусу. Там у 1946 році йому присудили агрегацію з арабської мови. Після закінчення війни Шарль деякий час працював у французькому МЗС. У 1950 році він захистив PhD-дисертацію «Перське оточення та виховання аль-Джахіза». Після цього він попрямував у Ліцей Людовіка Великого на відділення східних мов (1951—1956), а потім, у 1958 році, очолив арабську секцію у Сорбонні. Тут він переклав й опублікував кілька відомих арабських рукописів. У 1966 році Шарля призначили директором Інституту сходознавства й ісламознавства, який він і заснував. Разом з ним учений створив при університеті спеціалізовану бібліотеку ісламських текстів, якою керував аж до розпаду Сорбонни, а потім вибрав Париж IV, щоб створити й очолити кафедру ісламознавства (1972—1978).
Шарль Пеллат був вільним членом Академії написів та красного письменства з 19 січня 1973 року, а 5 грудня 1986 року став дійсним членом її першої секції. Крім цього він виступав як член редколегій «Енциклопедії ісламу» (для неї написав і велику кількість статей) та наукових журналів «al-Karmil» (Хайфа) та «Hamdard Islamicus» (Карачі), а також писав статті для енциклопедії «Іраніка».

## Праці
Найбільш відомою роботою Шарля є підручник літературної арабської мови «Introduction à l'arabe moderne» (з фр. - «Введення в сучасну арабську мову»). На відміну від Віндер-Зіаде, який з'явився приблизно у цей же час «An Introduction to modern Arabic», робота Шарля є більш академічною. На її перших сторінках дається короткий вступ у фонетику мови та пояснюються деякі основні лінгвістичні терміни, як-от асиміляція та дисиміляція. При цьому про їхню правильну вимову розповідається лише у наступному розділі, присвяченому вже письму. У першій частині представлений мінімум граматики. Надалі вчений коротко пояснює теорію форм стосовно мови з допомогою простих прикладів та його перекладів. Далі розташовуються практичні вправи. Опис морфології мови ґрунтується як на лінгвістичних, так і на історичних аспектах. Друга частина книги складається з коротких уривків повсякденного арабського тексту, можливо, взятого з газет і граматичні коментарі. У цій частині повторно пояснюються слова, навіть відомі з попередньої. Остання частина книги складається з «текстів анотацій», а завершується книга докладними парадигмами та глосарієм в алфавітному порядку. На думку німецького лінгвіста Вольфдітриха Фішера, «ця робота Пеллата перевершує переважну більшість за надійністю та пропонує набагато більше, ніж можна було б очікувати, враховуючи її відносно невеликий розмір» і є одним із рідкісних якісних підручників літературної арабської мови. Крім цього популярність йому принесла робота про аль-Джахіза.

### Праці
Монографії
- L’arabe vivant : mots arabes groupés d’après le sens et vocabulaire fondamental de l’arabe moderne. — P. : Adrien-Maisonneuve, 1952. — V, 617, 77 p.
- Introduction à l’arabe moderne. — P. : Adrien-Maisonneuve, 1956. — V, 242 p.
- Langue et littérature arabes. — Éd. entièrement revue et mise à jour. — P. : Armad Colin, 1970. — 240 p. — (Collection U2, vol. 91)

Збірки статей
- Études sur l’histoire socio-culturelle de l’Islam, VIIe-XVe. — L. : Variorum Reprints, 1976. — 386 p. — (Collected studies, no. CS43) — ISBN 09-020-8986-2.

Під редакцією
- Encyclopaedia of Islam. 2nd ed : [англ.]: in 12 vol. / edited by H. A. R. Gibb; J. H. Kramers; E. Lévi-Provençal; J. Schacht[en]; B. Lewis & Ch. Pellat. Assisted by S. M. Stern (pp. 1—330), C. Dumont and R. M. Savory (pp. 321—1359). — Leiden: E.J. Brill, 1986. — Vol. 1. (платн.)
- Encyclopaedia of Islam. 2nd ed: [англ.]: in 12 vol. / edited by B. Lewis; J. Schacht[en] & Ch. Pellat. Assisted by J. Burton-Page, C. Dumont and V. L. Ménage. — Leiden: E.J. Brill, 1991. — Vol. 2. (платн.)
- Encyclopaedia of Islam. 2nd ed: [англ.]: in 12 vol. / edited by B. Lewis; V. L. Ménage; J. Schacht[en] & Ch. Pellat. Assisted by C. Dumont, E. van Donzel and G. R. Hawting[en]. — Leiden: E.J. Brill, 1986. — Vol. 3. (платн.)
- Encyclopaedia of Islam. 2nd ed: [англ.]: in 12 vol. / edited by C. E. Bosworth; E. van Donzel; B. Lewis & Ch. Pellat. Assisted by C. Dumont, G. R. Hawting[en] and Miss M. Paterson. — Leiden: E.J. Brill, 1997. — Vol. 4. (платн.)
- Encyclopaedia of Islam. 2nd ed: [англ.]: in 12 vol. / edited by C. E. Bosworth; E. van Donzel; B. Lewis & Ch. Pellat. Assisted by F. Th. Dijkema and S. Nurit. — Leiden: E.J. Brill, 1986. — Vol. 5. (платн.)
- Encyclopaedia of Islam. 2nd ed: [англ.]: in 12 vol. / edited by C. E. Bosworth; E. van Donzel & Ch. Pellat. Assisted by F. Th. Dijkema and S. Nurit. With B. Lewis (pp. 1—512) and W. P. Heinrichs (pp. 513—1044). — Leiden: E.J. Brill, 1991. — Vol. 6. (платн.)
- Encyclopaedia of Islam. 2nd ed: [англ.]: in 12 vol. / edited by C. E. Bosworth; E. van Donzel; W. P. Heinrichs & Ch. Pellat. Assisted by F. Th. Dijkema (pp. 1—384), P. J. Bearman (pp. 385—1058) and S. Nurit. — Leiden: E.J. Brill, 1993. — Vol. 7. (платн.)
- Textes arabes relatifs à la dactylonomie / Charles Pellat. — P. : G.P. Maisonneuve et Larose, 1977. — ISBN 978-2-706-80654-4.